# Jean-Joseph de la Mer
Joannes Josephus Victor Gislenus de Meer of Jean-Joseph de la Mer (Moorsel (Aalst), 13 mei 1740 - Brussel, 20 januari 1797) was baron van Moorsel. Hij speelde een actieve rol als verzetsstrijder tijdens de Boerenkrijg.

## Biografie
De la Mer was een telg uit de Belgische tak van de familie Van Meer die haar oorsprong vindt in Nederland. Zijn vader was baron van Moorsel en heer van Daelenbroeck. Zijn moeder was barones van Moorsel en gravin van La Tour. Hij begon zijn carrière als officier in een Oostenrijks regiment. Hierna werd hij monnik bij de augustijnen in de St.-Geertruiabdij in Leuven, maar in 1770 gaf hij dit leven op om met jonkvrouw Anne-Marie de Bruyné te huwen. Toen de Brabantse Omwenteling uitbrak werd hij kapitein in het brigandsleger. De baron was in de periode 1796-1797 onder meer belast met de opstanden in Hekelgem, Moorsel en Meldert. Eind 1796 werd hij in Walem gearresteerd, naar Brussel gevoerd op 20 januari voor de krijgsraad ter dood veroordeeld en gefusilleerd.
De la Mers positie als legeraanvoerder was overigens opmerkelijk, gezien hij een spraakgebrek had. 

## Bron
- MARTENS, Erik, “De Boerenkrijg in Brabant (1798-1799). De opstand van het jaar 7 in het Dijledepartement”, Uitgeverij De Krijger, 2005, blz. 21-24, 50, 66, 165.
- Doopakte (Rijksarchief)
- Genealogie Limburg Wiki (genwiki.nl) - Van Meer